# Проводина
Проводина (чорн. Provodina/Проводина) — село (поселення) в Чорногорії, підпорядковане общині Херцеґ Нові. Християнське  поселення з населенням 664  мешканців.

## Населення
Динаміка чисельності населення (станом на 2003 рік):
- 1948 → 229
- 1953 → 237
- 1961 → 196
- 1971 → 181
- 1981 → 288
- 1991 → 310
- 2003 → 664

Національний склад села (станом на 2003 рік):
Слід відмітити, що перепис населення проводився в часи міжетнічного протистояння на Балканах й тоді частина чорногорців солідаризувалася з сербами й відносила себе до спільної з ними національної групи (найменуючи себе югославами-сербами - притримуючись течії панславізму). Тому, у запланованому переписі на 2015 рік очікується суттєва кореляція цифр національного складу (в сторону збільшення кількості чорногорців) - оскільки тепер чіткіше проходитиме розмежування, міжнаціональне, у самій Чорногорії.